# Fontenay-près-Vézelay
Fontenay-près-Vézelay település Franciaországban, Yonne megyében. Lakosainak száma 136 fő (2022. január 1.). Fontenay-près-Vézelay Vézelay, La Maison-Dieu, Nuars, Saint-Aubin-des-Chaumes, Domecy-sur-Cure, Foissy-lès-Vézelay és Pierre-Perthuis községekkel határos.

## Népesség
A település népességének változása:
| Lakosok száma | 142  | 132  | 137  | 136  | 136  | 137  | 138  | 137  | 136  |
|               | 2013 | 2015 | 2016 | 2017 | 2018 | 2019 | 2020 | 2021 | 2022 |